# Hejnał Rzeszowa

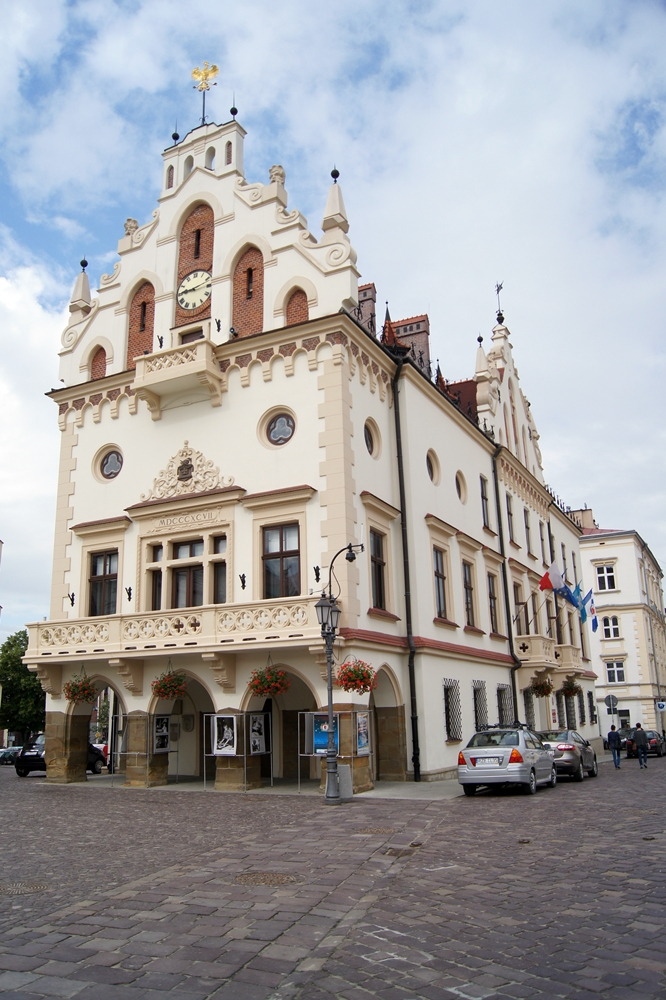
Ratusz w Rzeszowie

Hejnał Rzeszowa – kompozycja Tomasza Stańki. Rozbrzmiewa on o każdej pełnej godzinie z ratusza miejskiego.
Po raz pierwszy usłyszeć go można było 17 stycznia 2016 roku podczas obchodów 662. rocznicy założenia miasta. Pierwszy hejnał powstał, gdy w 1997 roku Zarząd Miasta Rzeszowa ogłosił konkurs na hejnał miasta Rzeszowa, w wyniku którego, 30 grudnia 1997 roku, Rada Miasta Rzeszowa, Uchwałą Nr LXVIII/120/97 wybrała hejnał dla miasta. Była to kompozycja Janusza Zielińskiego. Rozbrzmiał z kościoła farnego pw. Św. Stanisława i św. Wojciecha na zakończenie koncertu na Rynku dnia 29 lipca.2014. Wspomniany kościół stoi przy Placu Farnym.

## Opis

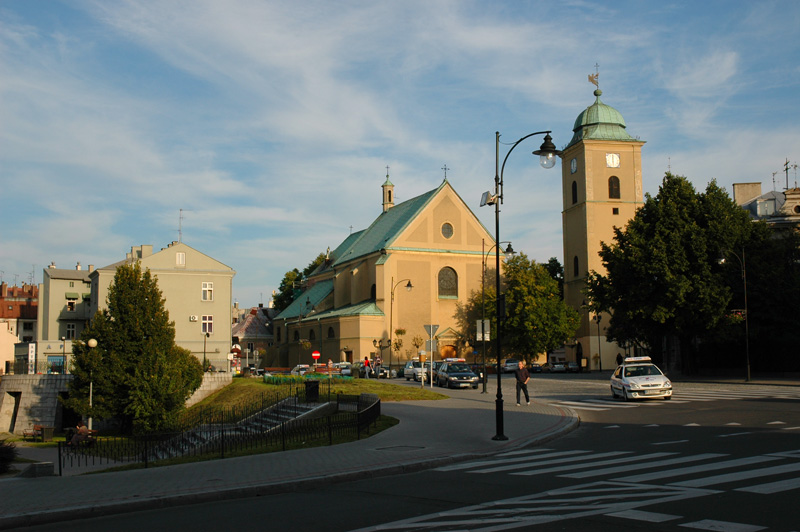
Kościół pw. Św. Wojciecha i Św. Stanisława

Hejnał jest jednym z symboli samorządowych Miasta Rzeszowa. Jest dobrem niematerialnym, stanowiącym własność Miasta Rzeszowa, podlegającym ochronie jako jego dobro osobiste. Może być używany wyłącznie w sposób zapewniający mu należytą powagę, a jego wykonywanie lub odtwarzanie nie może godzić w wizerunek Miasta Rzeszowa. Może być używany w celach niekomercyjnych, w szczególności informacyjnych, dydaktycznych lub promocyjnych.

### Sposób używania utworu
Hejnał Miasta Rzeszowa może być używany bez konieczności wyrażania odrębnej zgody przez organy Miasta Rzeszowa oraz miejskie jednostki organizacyjne, natomiast przez inne podmioty – pod warunkiem uzyskania zgody Prezydenta Miasta Rzeszowa wyrażonej w formie zarządzenia, na pisemny wniosek wnioskodawcy.

### Forma i miejsce odtwarzania

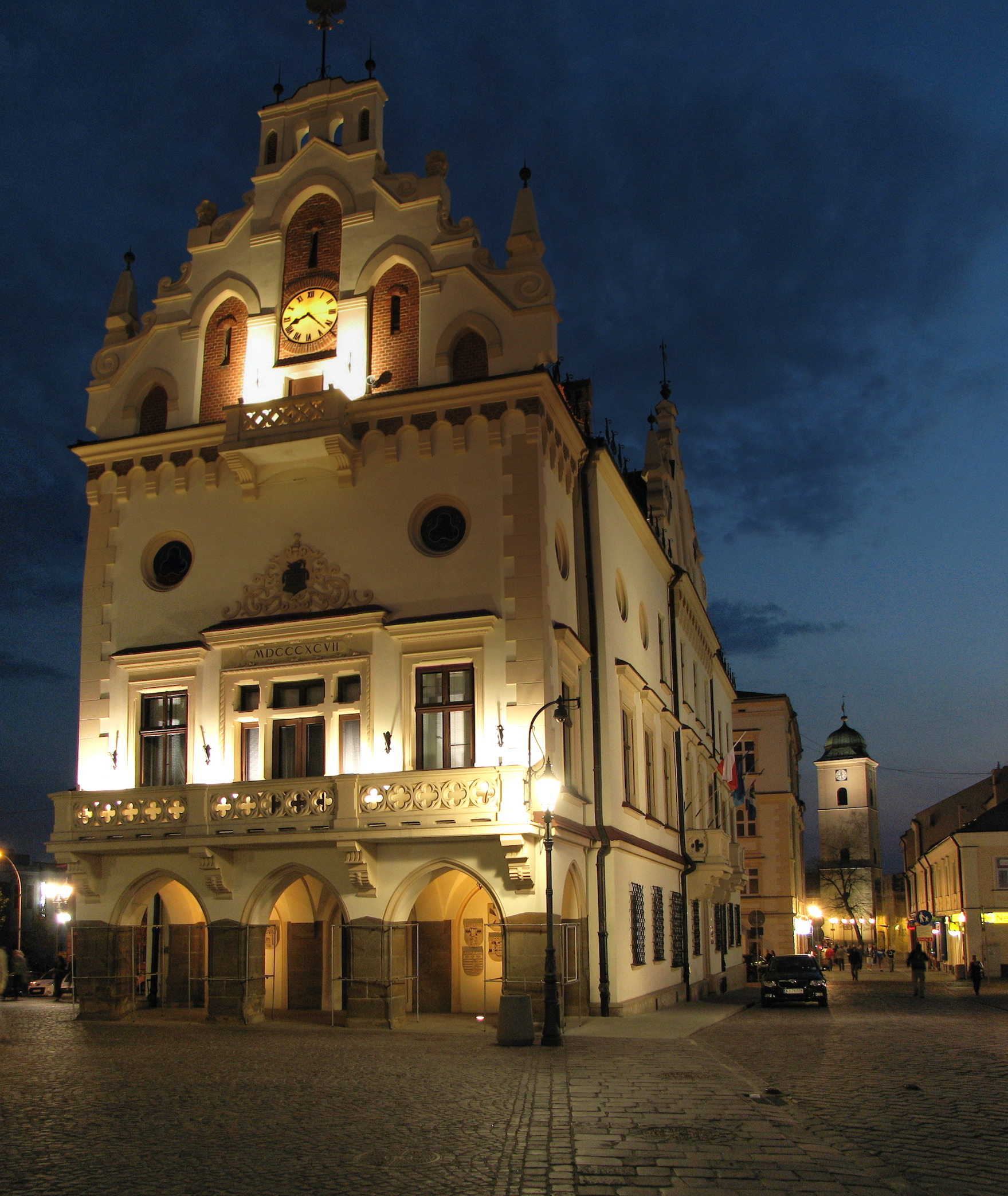
Ratusz w Rzeszowie Nocą

Hejnał Miasta Rzeszowa jest odtwarzany z nagrania z wieży Ratusza w Rzeszowie siedem razy w ciągu dnia, co trzy godziny począwszy od godziny 6.00 rano, z wyjątkiem godz. 3.00. Wykonuje się go także lub odtwarza w czasie uroczystości miejskich oraz świąt i rocznic państwowych.